# Comitas powelli
Comitas powelli is een slakkensoort uit de familie van de Pseudomelatomidae. De wetenschappelijke naam van de soort is voor het eerst geldig gepubliceerd in 1973 door Rehder & Ladd.